# Пајцдорф
Пајцдорф (њем. Paitzdorf) општина је у њемачкој савезној држави Тирингија. Једно је од 61 општинског средишта округа Грајц. Према процјени из 2010. у општини је живјело 413 становника. Посједује регионалну шифру (AGS) 16076055.

## Географски и демографски подаци
Пајцдорф се налази у савезној држави Тирингија у округу Грајц. Општина се налази на надморској висини од 275 метара. Површина општине износи 8,7 km². У самом мјесту је, према процјени из 2010. године, живјело 413 становника. Просјечна густина становништва износи 48 становника/km².

## Међународна сарадња
| Мјесто    | Држава    | Врста сарадње | Од    |
| --------- | --------- | ------------- | ----- |
| Отвил Лон | Француска | партнерство   | 2003. |
| Извор     |           |               |       |